# Teletoon at Night
Teletoon at Night è stato un blocco televisivo canadese in lingua inglese operante nelle ore notturne sul canale televisivo via cavo e satellitare Teletoon. Di proprietà di Corus Entertainment, Teletoon at Night è caratterizzato da una programmazione per adulti molto simile a quella presente sul blocco statunitense Adult Swim, di Cartoon Network, e ha una controparte francese chiamata Télétoon La Nuit, che va in onda sul canale Télétoon.

## Storia
Prima della nascita di Teletoon at Night, su Teletoon erano presenti altri due vecchi blocchi di programmazione orientati agli adolescenti: The Detour e Teletoon Unleashed; quest'ultimo è stato cancellato a causa della mancanza di nuovi contenuti. Nel settembre 2004 i due blocchi si sono uniti, con un nuovo brand creato da Guru Studio. Per la stagione 2006-2007, Teletoon ha presentato un nuovo blocco del venerdì sera chiamato F-Night, con una programmazione simile a quella di Adult Swim, che comprendeva le serie animate Tom Goes to the Mayor e Squidbillies.
Nel 2007 la maggior parte delle serie presentate su F-Night sono state rimosse per lasciare spazio all'F'N Good Movie (successivamente rinominato in Detour Movie), che trasmetteva il giovedì e il venerdì sera alle 22:00 (EST), seguito poi dalle repliche delle precedenti trasmissioni. I film mostrati durante questo blocco erano animati. I film trasmessi erano progettati per colpire un pubblico adolescenziale o adulto, che era anche l'obiettivo principale del blocco. Se il film non riusciva a coprire l'arco di 2 o 2 ore e mezza, venivano trasmessi anche dei cortometraggi animati (come Animatrix) per riempire lo spazio di tempo rimanente.
Il 1º settembre 2008 il blocco ha modificato il suo nome in Teletoon Detour. Nel 2009 è stato introdotto anche il brand Teletoon at Night, ma come parte di un blocco separato; infatti, mentre Teletoon Detour trasmetteva il fine settimana, Teletoon at Night andava in onda nei giorni feriali. Nel 2010 il marchio Detour è stato completamente abbandonato. In autunno, Teletoon, durante la programmazione notturna del fine settimana ha iniziato ad usare il marchio Fred at Night, ospitato da Fearless Fred della radio CFNY-FM di Toronto. Dal 31 dicembre 2010, al posto di Teletoon at Night si utilizzava il nome Double Night. Negli ultimi anni, Fred at Night si è trasferito il giovedì e, con il lancio della versione canadese di Adult Swim (tramite la versione canadese di Cartoon Network), la maggior parte della programmazione originale del servizio statunitense è migrata verso la sua controparte canadese.
Nell'estate del 2014, i film del sabato sono stati contrassegnati nel blocco Saturday Night Funhouse Double Feature. Nel frattempo, Teletoon ha acquisito i diritti di trasmissione di The Awesomes, serie originale del servizio in streaming Hulu. Nell'ottobre 2014, Bento Box Entertainment, lo studio che ha prodotto The Awesomes, ha annunciato che avrebbe cominciato a produrre nuove serie animate per il Teletoon at Night. Nello stesso mese, Blue Ant Media, Mondo Media e Corus hanno annunciato che Teletoon at Night avrebbe trasmesso una nuova serie con i cortometraggi di Makeful.
Nel settembre 2015 è stato annunciato che molte serie del blocco (inclusa la serie canadese Fugget About It), passerà a Adult Swim. In un comunicato stampa pubblicato il 3 settembre 2015 è stato annunciato che il blocco ora andrà in onda dal lunedì al giovedì a partire dalle 22:00, con un film alle 23:00. Il blocco Superfan Friday invece si fonderà con Teletoon at Night. Più tardi, nel dicembre 2015 è stato annunciato che, a partire dal 4 gennaio 2016, Teletoon at Night aggiungerà altri film alla loro programmazione e che le loro ultime serie passeranno a Adult Swim.
A febbraio 2016, diverse serie che andavano in onda su Adult Swim hanno iniziato a trasmettere su Teletoon at Night. Il 24 febbraio 2016 è stato annunciato in un comunicato stampa che la settima stagione di Archer sarebbe andata in onda su entrambi i blocchi. Nello stesso mese, il sito web di Teletoon at Night ha rivelato che Fred at Night sarebbe stato sospeso dopo sei anni di trasmissione, il 25 febbraio 2016. Il 23 marzo 2016 è stato rivelato che la settima stagione di Archer sarebbe andata in onda su Teletoon at Night. Il 4 settembre 2016, il blocco è stato spostato nella nuova fascia oraria in onda dal domenica al giovedì dalle 20:00 alle 2:00 e dalle 21:00 alle 3:00 nei venerdì e sabato. A partire da ottobre 2017, il blocco va in onda ogni sera dal lunedì al sabato dalle 21:00 alle 3:00 e domenica delle 20:00 alle 2:00. A partire da settembre 24, il blocco va in onda ogni sera ogni notte dalle 21:00 alle 3:00.
Il 1 Aprile 2019 il blocco cessa di esistere, almeno in lingua inglese, ed è sostituito dalla versione canadese di Adult Swim che,a differenza di quello americano, è un canale a sé stante. La versione francese,Teletoon La Nuit continua comunque ad esistere.
A partire da settembre 29, I Fanteroi, Grojband, Close Enough, Solar Opposites, Rick e Morty, Harvey Girls Per Sempre! e Lo zainetto di Ollie trasferito a Much.